# Міхал Вондрка
Міхал Вондрка (чеськ. Michal Vondrka; 17 травня 1982, м. Чеські Будейовиці, ЧССР) — чеський хокеїст, правий/лівий нападник. Виступає за «Спарту» (Прага) у Чеській Екстралізі. 
Вихованець хокейної школи ХК «Чеські Будейовиці». Виступав за ХК «Чеські Будейовиці», «Славію» (Прага), «Градець-Кралове», ХК «Карлові Вари», «Кярпят» (Оулу), «Слован» (Братислава).
У чемпіонатах Чехії — 475 матчів (80+103), у плей-оф — 131 матч (27+38). В чемпіонатах Фінляндії — 21 матч (3+3).
У складі національної збірної Чехії учасник чемпіонатів світу 2012, 2014 і 2015 (20 матчів, 0+1). У складі молодіжної збірної Чехії учасник чемпіонату світу 2002.
Досягнення
- Бронзовий призер чемпіонату світу (2012)
- Чемпіон Чехії (2008), срібний призер (2004, 2006, 2009), бронзовий призер (2010).